# Liste der Gemeinden im Landkreis Miesbach

Karte des Landkreises Miesbach

Die Liste der Gemeinden im Landkreis Miesbach gibt einen Überblick über die 17 kleinsten Verwaltungseinheiten des Landkreises. Zwei der Gemeinden, Miesbach und Tegernsee sind Kleinstädte, weitere zwei, Holzkirchen und Schliersee Märkte. Im Landkreis Miesbach gibt es keine Verwaltungsgemeinschaften.
In seiner heutigen Form entstand der Landkreis Miesbach im Zuge der im Jahr 1972 durchgeführten bayerischen Gebietsreform, bei der er nur um die vorher zum Landkreis Wolfratshausen gehörende Gemeinde Otterfing vergrößert wurde. Die heutige Gemeindegliederung war im Jahr 1979 abgeschlossen. Bei den Gemeinden ist vermerkt, zu welchem Landkreis der Hauptort der Gemeinde vor der Gebietsreform gehörte. Bei den Teilorten der Gemeinden ist das Jahr vermerkt, in dem diese der Gemeinde beitraten.

## Beschreibung
Der Landkreis hat eine Gesamtfläche von 863,5 km2. Die größte Fläche innerhalb des Landkreises haben die Gemeinden Kreuth mit 122,26 km2, Bayrischzell mit 79,46 km2, Schliersee mit 79,16 km2 und Fischbachau mit 75,91 km2. Drei Gemeinden haben eine Fläche die größer ist als 50 km2, vier eine Fläche von über 40 km2 und drei eine Fläche von über 30 km2, darunter die Stadt Miesbach. Zwei der drei kleinsten Gemeinden haben eine Fläche von über 20 km2, das sind die Stadt Tegernsee mit 22,77 km2 und die Gemeinde Hausham mit 22,28 km2. Die kleinste Gemeinde ist Otterfing mit 18,4 km2.
Den größten Anteil an der Bevölkerung des Landkreises von 96.730 Einwohnern haben der Markt Holzkirchen mit 16.098 Einwohnern, gefolgt von der Kreisstadt Miesbach mit 11.535 Einwohnern und der Gemeinde Hausham mit 8063 Einwohnern. Zwei Gemeinden haben über 6.000 Einwohner, drei über 5.000, zwei über 4.000 und fünf über 3.000, darunter die Stadt Tegernsee. Die zwei von der Einwohnerzahl her kleinsten Gemeinden sind Valley mit 3407 Einwohnern und Bayrischzell mit 1523 Einwohnern.
Der gesamte Landkreis Miesbach hat eine Bevölkerungsdichte von 112 Einwohnern pro km2. Die größte Bevölkerungsdichte innerhalb des Kreises hat die Gemeinde Hausham mit 362 Einwohnern pro km2, gefolgt von der Stadt Miesbach mit 357 und den Gemeinden Holzkirchen mit 333 und Otterfing mit 250. In den vier Gemeinden, darunter die Stadt Tegernsee, die eine Bevölkerungsdichte von über 100 haben, ist die Bevölkerungsdichte höher als der Landkreisdurchschnitt von 112. Die restlichen neun Gemeinden haben eine Bevölkerungsdichte von unter 100. Die am dünnsten besiedelten Gemeinden sind Irschenberg mit 59, Kreuth mit 28 und Bayrischzell mit 19 Einwohnern pro km2.

## Legende
- Gemeinde: Name der Gemeinde beziehungsweise Stadt und Angabe, zu welchem Landkreis der namensgebende Ort der Gemeinde vor der Gebietsreform gehörte
- Teilorte: Aufgezählt werden die ehemals selbständigen Gemeinden der Verwaltungseinheit. Dazu ist das Jahr der Eingemeindung angegeben.
- Wappen: Wappen der Gemeinde beziehungsweise Stadt
- Karte: Zeigt die Lage der Gemeinde beziehungsweise Stadt im Landkreis
- Fläche: Fläche der Stadt beziehungsweise Gemeinde, angegeben in Quadratkilometer
- Einwohner: Zahl der Menschen die in der Gemeinde beziehungsweise Stadt leben (Stand: 31. Dezember 2023[1])
- EW-Dichte: Angegeben ist die Einwohnerdichte, gerechnet auf die Fläche der Verwaltungseinheit, angegeben in Einwohner pro km2 (Stand: 31. Dezember 2023[2])
- Höhe: Höhe der namensgebenden Ortschaft beziehungsweise Stadt in Meter über Normalnull[3]
- Bild: Bild aus der jeweiligen Gemeinde beziehungsweise Stadt

## Gemeinden
| Gemeinde                                                                     | Teilorte                                                                                   | Wappen                                | Karte                                                     | Fläche | Einwohner | EW- Dichte | Höhe | Bild |
| ---------------------------------------------------------------------------- | ------------------------------------------------------------------------------------------ | ------------------------------------- | --------------------------------------------------------- | ------ | --------- | ---------- | ---- | --- |
| Landkreis Miesbach                                                           |                                                                                            | Wappen des Landkreises Miesbach       | Lage des Landkreises Miesbach in Bayern                   | 863,5  | 96,730    | 112        |      | Blick über den Tegernsee von Süden |
| Bad Wiessee (gehörte vor der Gebietsreform zum Landkreis Miesbach)           | Bad Wiessee                                                                                | Wappen der Gemeinde Bad Wiessee       | Lage der Gemeinde Bad Wiessee im Landkreis Miesbach       | 32,79  | 4.838     | 148        | 750  | Rathaus Bad Wiessee · Schilfstrand des Tegernsees bei Bad Wiessee |
| Bayrischzell (gehörte vor der Gebietsreform zum Landkreis Miesbach)          | Bayrischzell                                                                               | Wappen der Gemeinde Bayrischzell      | Lage der Gemeinde Bayrischzell im Landkreis Miesbach      | 79,46  | 1.523     | 19         | 800  | Ortsansicht Bayrischzell |
| Fischbachau (gehörte vor der Gebietsreform zum Landkreis Miesbach)           | Fischbachau Hundham (1976) südliche Teile der Gemeinde Niklasreuth (1978) Wörnsmühl (1976) | Wappen der Gemeinde Fischbachau       | Lage der Gemeinde Fischbachau im Landkreis Miesbach       | 75,91  | 5.592     | 74         | 772  | Wallfahrtskirche Mariä Himmelfahrt im Ortsteil Birkenstein |
| Gmund a.Tegernsee (gehörte vor der Gebietsreform zum Landkreis Miesbach)     | Gmund a.Tegernsee Dürnbach (1978)                                                          | Wappen der Gemeinde Gmund a.Tegernsee | Lage der Gemeinde Gmund a.Tegernsee im Landkreis Miesbach | 34,4   | 5.833     | 170        | 740  | Mangfall-Steg in Gmund a.Tegernsee |
| Hausham (gehörte vor der Gebietsreform zum Landkreis Miesbach)               | Hausham                                                                                    | Wappen der Gemeinde Hausham           | Lage der Gemeinde Hausham im Landkreis Miesbach           | 22,28  | 8.063     | 362        | 766  | St. Anton in Hausham |
| Holzkirchen (Markt) (gehörte vor der Gebietsreform zum Landkreis Miesbach)   | Holzkirchen Föching (1978) Hartpenning (Groß- und Kleinhartpenning) (1978)                 | Wappen der Gemeinde Holzkirchen       | Lage der Gemeinde Holzkirchen im Landkreis Miesbach       | 48,33  | 16,098    | 333        | 690  | Marktplatz von Holzkirchen |
| Irschenberg (gehörte vor der Gebietsreform zum Landkreis Miesbach)           | Irschenberg Niklasreuth (1978) Teile der Gemeinde Parsberg (1978) Reichersdorf (1972)      | Wappen der Gemeinde Irschenberg       | Lage der Gemeinde Irschenberg im Landkreis Miesbach       | 53,94  | 3.183     | 59         | 735  | Wallfahrtskirche Wilparting |
| Kreuth (gehörte vor der Gebietsreform zum Landkreis Miesbach)                | Kreuth                                                                                     | Wappen der Gemeinde Kreuth            | Lage der Gemeinde Kreuth im Landkreis Miesbach            | 122,26 | 3.380     | 28         | 783  | Wildbad Kreuth · Bayerische Wildalm – eines von 33 Gebieten in Deutschland, das durch die Ramsar-Konvention als Feuchtgebiet internationaler Bedeutung geschützt ist |
| Miesbach (Kreisstadt) (gehörte vor der Gebietsreform zum Landkreis Miesbach) | Miesbach Parsberg (1978) Wies (1978)                                                       | Wappen der Stadt Miesbach             | Lage der Stadt Miesbach im Landkreis Miesbach             | 32,35  | 11,535    | 357        | 696  | Kirche Mariä Himmelfahrt in Miesbach |
| Otterfing (gehörte vor der Gebietsreform zum Landkreis Wolfratshausen)       | Otterfing                                                                                  | Wappen der Gemeinde Otterfing         | Lage der Gemeinde Otterfing im Landkreis Miesbach         | 21,47  | 4.606     | 215        | 673  | Otterfing, Beim Haidbauern |
| Rottach-Egern (gehörte vor der Gebietsreform zum Landkreis Miesbach)         | Rottach-Egern (hieß bis 1951 Rottach)                                                      | Wappen der Gemeinde Rottach-Egern     | Lage der Gemeinde Rottach-Egern im Landkreis Miesbach     | 59,1   | 5.455     | 92         | 735  | Wallbergkircherl auf dem Wallberg – der Hausberg von Rottach-Egern                                                                                                   |
| Schliersee (Markt) (gehörte vor der Gebietsreform zum Landkreis Miesbach)    | Schliersee                                                                                 | Wappen der Gemeinde Schliersee        | Lage der Gemeinde Schliersee im Landkreis Miesbach        | 79,16  | 6.577     | 83         | 784  | Schliersee vom Jägerkamp gesehen · Unterrichtungstafel an der Autobahn A 8: Markus Wasmeier Freilichtmuseum Schliersee                                               |
| Tegernsee (Stadt) (gehörte vor der Gebietsreform zum Landkreis Miesbach)     | Tegernsee                                                                                  | Wappen der Stadt Tegernsee            | Lage der Stadt Tegernsee im Landkreis Miesbach            | 22,77  | 3.681     | 162        | 747  | Kloster Tegernsee · Rathaus von Tegernsee vom See aus gesehen |
| Valley (gehörte vor der Gebietsreform zum Landkreis Miesbach)                | Valley                                                                                     | Wappen der Gemeinde Valley            | Lage der Gemeinde Valley im Landkreis Miesbach            | 42,18  | 3.407     | 81         | 650  | Schloss Valley |
| Waakirchen (gehörte vor der Gebietsreform zum Landkreis Miesbach)            | Waakirchen Schaftlach (1978)                                                               | Wappen der Gemeinde Waakirchen        | Lage der Gemeinde Waakirchen im Landkreis Miesbach        | 42,31  | 5.409     | 128        | 759  | Ortsansicht von Waakirchen |
| Warngau (gehörte vor der Gebietsreform zum Landkreis Miesbach)               | Warngau Teile der Gemeinde Gotzing (1978) Wall (1978)                                      | Wappen der Gemeinde Warngau           | Lage der Gemeinde Warngau im Landkreis Miesbach           | 51,28  | 3.777     | 74         | 726  | Allerheiligenkirche (Wallfahrtskirche) im Ortsteil Allerheiligen |
| Weyarn (gehörte vor der Gebietsreform zum Landkreis Miesbach)                | Gotzing Holzolling Wattersdorf Teile der Gemeinde Reichersdorf (Zusammenschluss 1978)      | Wappen der Gemeinde Weyarn            | Lage der Gemeinde Weyarn im Landkreis Miesbach            | 46,68  | 3.773     | 81         | 671  | Klosterkirche St. Peter und Paul – Weyarn |